# Romano d'Ezzelino
Romano d'Ezzelino (Roman in veneto) è un comune italiano sparso di 14 089 abitanti della provincia di Vicenza in Veneto.
Si tratta di un comune sparso poiché la sede comunale è situata nella frazione di San Giacomo.

## Geografia fisica
Romano d'Ezzelino si estende sulle pendici meridionali del Monte Grappa ed è circondata da una serie di rilievi collinari, mentre verso sud si apre la vasta pianura veneta:
il centro abitato di Costalunga si trova sul massiccio del Grappa, quello di Romano capoluogo tra le pendici collinari e la pianura, mentre San Giacomo, Fellette e Sacro Cuore si trovano in pianura.

## Origini del nome
Romano compare nella documentazione a partire dal 1076, quando viene citato il primo membro noto dell'omonima famiglia: Ecelo de loco Aunerio et Romano ("da Onara e da Romano").
Il toponimo può essere inteso sia come nome di persona (Romanus), sia come etnico (villaggio abitato da Romani). Non è molto convincente la teoria che lo colloca nel periodo longobardo avvicinandolo ad arimannus.
La specifica "d'Ezzelino", usata per distinguerlo da altri comuni, è stata ufficializzata con R.D. 5 gennaio 1868, n. 4172.

## Storia
Il potere raggiunto da Ecelo II "il Monaco" e dai due figli (Ezzelino III da Romano e Alberico II o Alberico da Romano) fino al 1260 fu tale che furono ricordati anche come "da Romano".
Romano d'Ezzelino viene citato nel Paradiso della Divina Commedia (c. IX, v. 25), dove Dante Alighieri, guidato da Beatrice, arriva nel cielo di Venere. Gli viene incontro lo spirito della sorella di Ezzelino III, Cunizza da Romano, che gli rivolge queste parole:
(Dante, Divina Commedia)
Il Colle è un riferimento al Col Bastia, dove oggi è visibile una torre campanaria a base circolare in ricordo dell'antica fortezza dei Da Romano. L'attuale Torre venne eretta nel 1827 progettata da Giovanni Zardo, discendente dei Canova.
Oltre alla Torre Ezzelina, sul Col Bastia vi sono l'antica chiesetta di Romano e il monumento a Dante Alighieri, ove son riportate le terzine del Paradiso.
Un altro legame tra Dante e Romano d'Ezzelino è nel canto XII dell'Inferno, nel 7° cerchio, dove il poeta relega tra i dannati Ezzelino III, detto il Tiranno: "...E quella fronte c'ha 'l pel così nero è Azzolino".
Il monte Grappa fu teatro di sanguinosi combattimenti durante la prima guerra mondiale. Altrettanto lo fu durante la seconda guerra mondiale, con il rastrellamento del 1944.

### Simboli

Variante dello stemma comunale, differente dalla concessione ufficiale

Lo stemma è frutto di un malinteso: rappresenta le ipotetiche armi di Ezzelino III da Romano ricostruite da Giovan Battista Verci, le quali portano un cimiero sormontato da un ferro di cavallo tenuto tra il becco di un cigno coronato. Nell'araldica medioevale il ferro di cavallo nel becco significa giustizia o sudditanza obbediente.
Lo stemma si articola in uno scudo diviso a metà, a sinistra otto fasce oro-verdi, a destra nove gigli, sormontato da un elmo coronato, simbolo della grandezza della famiglia, che porta una crocetta sulla visiera a indicare il passato da crociati, e come cimiero mezzo cigno coronato ad ali aperte che tiene nel un ferro di cavallo, insegna, come detto di Ezzelino III da Romano.
Prima dell'annessione al Regno d'Italia il comune adottava lo stemma gentilizio degli Ecelini pubblicato da Giovan Battista Verci nel 1779.
Lo stemma (che differisce dal modello qui riprodotto) è così blasonato:
Tale stemma in realtà è quello di Luigi I il Grande d'Ungheria, alleato dei Carraresi.

### Onorificenze
Romano d'Ezzelino è tra le città decorate al valor militare per la guerra di liberazione, insignito della croce di guerra al valor militare per i sacrifici delle sue popolazioni e per l'attività nella lotta partigiana durante la seconda guerra mondiale:

## Monumenti e luoghi d'interesse

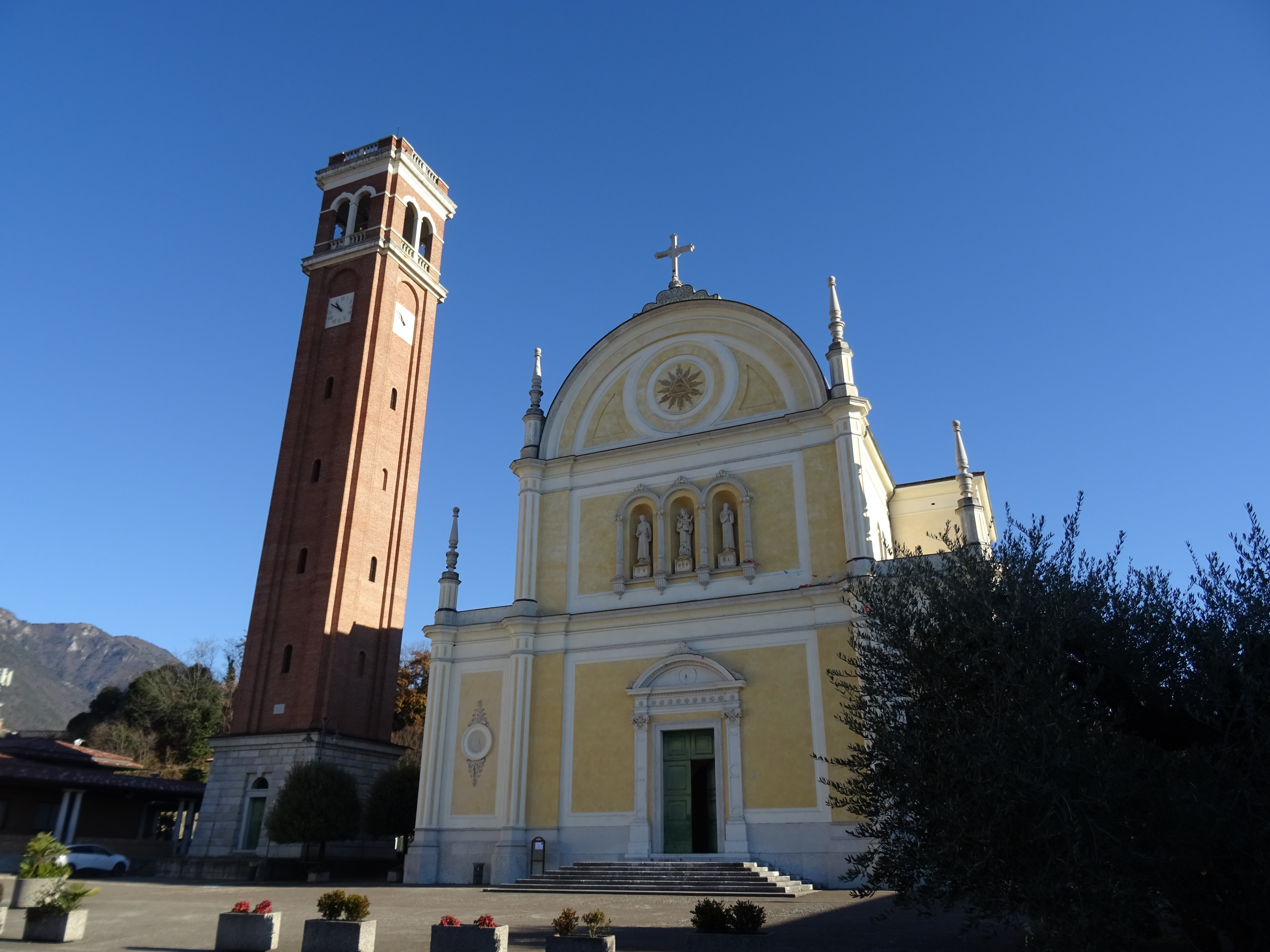
La chiesa parrocchiale della Purificazione della Beata Vergine Maria

### Valle Santa Felicita
Situata nella zona nord di Romano d'Ezzelino, la valle probabilmente prende il nome dalla santa Felicita conservata nella chiesa di S. Giustina di Padova oppure dalla benedettina Felicita che fondò il convento nella valle. In un documento del 1000, l'imperatore Ottone III concedeva il mercato di Santa Felicita. Nel 1445, fu annesso da parte della badessa del monastero di S. Felicita un terreno con casa a Casale (Semonzo) tramite permuta: si trattava dell'attuale pizzeria “Antica Abbazia” all'epoca adibita ad ospizio. Negli anni successivi, con la crisi dei Benedettini nel nord est, i monaci e le suore abbandonarono il posto ed iniziò la presenza degli eremiti che trasformarono i locali in monasteri per tutto il XVI secolo, abbandonandoli definitivamente nel secolo successivo. La presenza religiosa in valle è simboleggiata dal capitello della Madonna del Buon Consiglio, eretto nel 1816 come voto contro le alluvioni e i temporali e difeso con una struttura muraria nel 1922 come ringraziamento per lo scampato pericolo e lo sfollamento della Grande Guerra. Durante la Grande Guerra, era stata creata una teleferica che portava rifornimenti in quota 1000 nella zona Col Campeggia, ed inoltre era stata costruita una pompa idroelettrica che attingeva acqua dal posto per spingerla fino alle linee del fronte.
Sempre durante la guerra era stata costruita una ferrovia leggera che aveva una caratteristica veramente unica perché con 5 rotaie: due per lo scartamento 750 mm per le locomotive a cremagliera, due con la scartamento 600 mm, per i carri, oltre al binario della cremagliera.

### Ca' Cornaro
La villa è situata all'interno di un parco ottocentesco che ha sostituito l'antico giardino formale. Si tratta di un corpo a pianta rettangolare di origine cinquecentesca, ma restaurato nei secoli successivi, con due facciate (una verso il parco, l'altra sulla corte), con il settore mediano aperto al pianterreno da quattro fori architravati cui corrisponde al piano nobile una quadrifora con balaustra. Un timpano triangolare conclude la composizione.
All'interno vi si trovano stucchi e affreschi settecenteschi.
Adiacente al lato sud della villa vi è una limonaia cinquecentesca a colonne ioniche reggenti un frontone triangolare. Il lato nord è costituito da una lunga fabbrica con portico scandito da lesene giganti che ripartiscono gli archi inframmezzati da strette aperture architravate. Balaustre e vasi decorativi risalgono agli anni '20 del '900. Questo corpo a portico si prolunga a ovest in un'ala dove è situata una cappella dalla facciata caratterizzata da due campanili a torre con cupola a cipolla. La cappella, costruita nel 1720 e ampliata nel 1772, sostituisce una precedente quattrocentesca e conserva all'interno affreschi attribuiti a Giovanni Battista Canal. All'interno è decorata da stucchi e affreschi, parte settecenteschi, parte novecenteschi.
Ad oggi è utilizzata per metà come casa di riposo mentre l'altra metà è un istituto privato di scuole secondarie superiori.
La cappella è stata ampliata nel 1772 e al suo interno si trovano due tele della scuola tiepolesca.

### Altri luoghi
- Sacro Cuore Frazione immersa nel verde, vi sorge, ancora, la dimora in cui visse i suoi ultimi anni di vita Jacopo Vittorelli (1749-1835), poeta, librettista e letterato italiano (come recita la targa commemorativa).
- Chiesetta Torre Nella frazione di San Giacomo. Vi si svolgono vari eventi, su diversi temi, come la mostra dei presepi e la mostra del libro.
- Castello degli Ezzelini Alcuni resti dell'antico castello si trovano su Colle Bastia, dove ogni anno si tengono rievocazioni medievali durante il periodo del Palio di Romano.

## Società

### Evoluzione demografica
Abitanti censiti

### Etnie e minoranze straniere
Al 31 dicembre 2016 gli stranieri residenti nel comune sono 1 169, ovvero l'8,11% della popolazione. Di seguito sono riportati i gruppi più consistenti:
1. Romania, 266 (22,8%)
2. Repubblica di Macedonia, 114 (9,8%)
3. Marocco, 103 (8,8%)
4. Pakistan, 87 (7,4%)
5. Albania, 67 (5,7%)
6. Ghana, 50 (4,3%)
7. Moldavia, 50 (4,3%)
8. India, 40 (3,4%)
9. Senegal, 39 (3,3%)
10. Serbia, 37 (3,2%)
11. Kosovo, 34 (2,9%)
12. Croazia, 1

### Tradizioni e folclore
Importanti eventi che hanno luogo nel comune sono gli Angoli Rustici e il Palio delle Contrade, organizzati annualmente dall'Associazione Culturale Seriola (Seriola è il termine veneto di Candelora) rispettivamente nell'ultima domenica di Aprile e nella prima di Maggio.
In occasione degli Angoli Rustici, la cui prima edizione risale al 1991, vengono ricreate scene di vita e storia romanotta riproposte nel loro habitat naturale come case coloniche, cortili, campi. Il Palio delle Contrade, cui partecipano 15 Contrade (Ca' Cornaro, Carlessi, Castello, Farronati, Lanzarini, Marchi, Marze, Molinetto, Palù, Pragalera, Rivoltella, Signori, Torre, Valle e Zaghi), è invece una corsa con gli asini, che si tiene dal 1971, ed è preceduta da una sfilata storica con costumi fedeli all'epoca 1900-1925. Queste manifestazioni si tengono entrambe a Romano d'Ezzelino capoluogo. Gli stendardi delle varie Contrade sono stati ricreati in seguito ad uno studio della Pro Romano basato sugli stemmi delle famiglie storiche vissute nel territorio. La Sfilata Storica è composta da un numero variabile di figuranti (600-800) tra popolani che animano vecchi mestieri, signorotti e militari della Grande Guerra. Grazie ai requisiti qualitativi molto elevati, questo evento è iscritto al Registro Regionale delle Manifestazioni Storiche di Interesse Locale oltre che al CERS (Consorzio Europeo di Rievocazioni Storiche).
Altri eventi sono il Carnevale dei Ragazzi a Fellette (sfilata di carri allegorici e maschere alla penultima domenica di carnevale), i Cori a Ca' Cornaro, una mostra di presepi, inserita nel circuito nazionale.

## Amministrazione
| Periodo        | Periodo          | Primo cittadino         | Partito                         | Carica  | Note |
| -------------- | ---------------- | ----------------------- | ------------------------------- | ------- | ---- |
| 5 luglio 1985  | 6 luglio 1990    | Antonio Zen             | Democrazia Cristiana            | Sindaco |      |
| 13 luglio 1990 | 24 aprile 1995   | Renzo Zarpellon         | Democrazia Cristiana            | Sindaco |      |
| 24 aprile 1995 | 14 giugno 1999   | Orazio Luciano Dissegna | Lega Nord-Patto Segni           | Sindaco |      |
| 14 giugno 1999 | 15 giugno 2004   | Antonio Zen             | centro-destra                   | Sindaco |      |
| 15 giugno 2004 | 20 novembre 2006 | Rossella Olivo          | centro-destra                   | Sindaco |      |
| 29 maggio 2007 | 7 maggio 2012    | Rossella Olivo          | centro-destra                   | Sindaco |      |
| 7 maggio 2012  | 12 giugno 2017   | Rossella Olivo          | lista civica Romano per tutti   | Sindaco |      |
| 12 giugno 2017 | 14 giugno 2022   | Simone Bontorin         | lista civica Un cuore in comune | Sindaco |      |
| 14 giugno 2022 | in carica        | Simone Bontorin         | lista civica Un cuore in comune | Sindaco |      |

## Galleria d'immagini

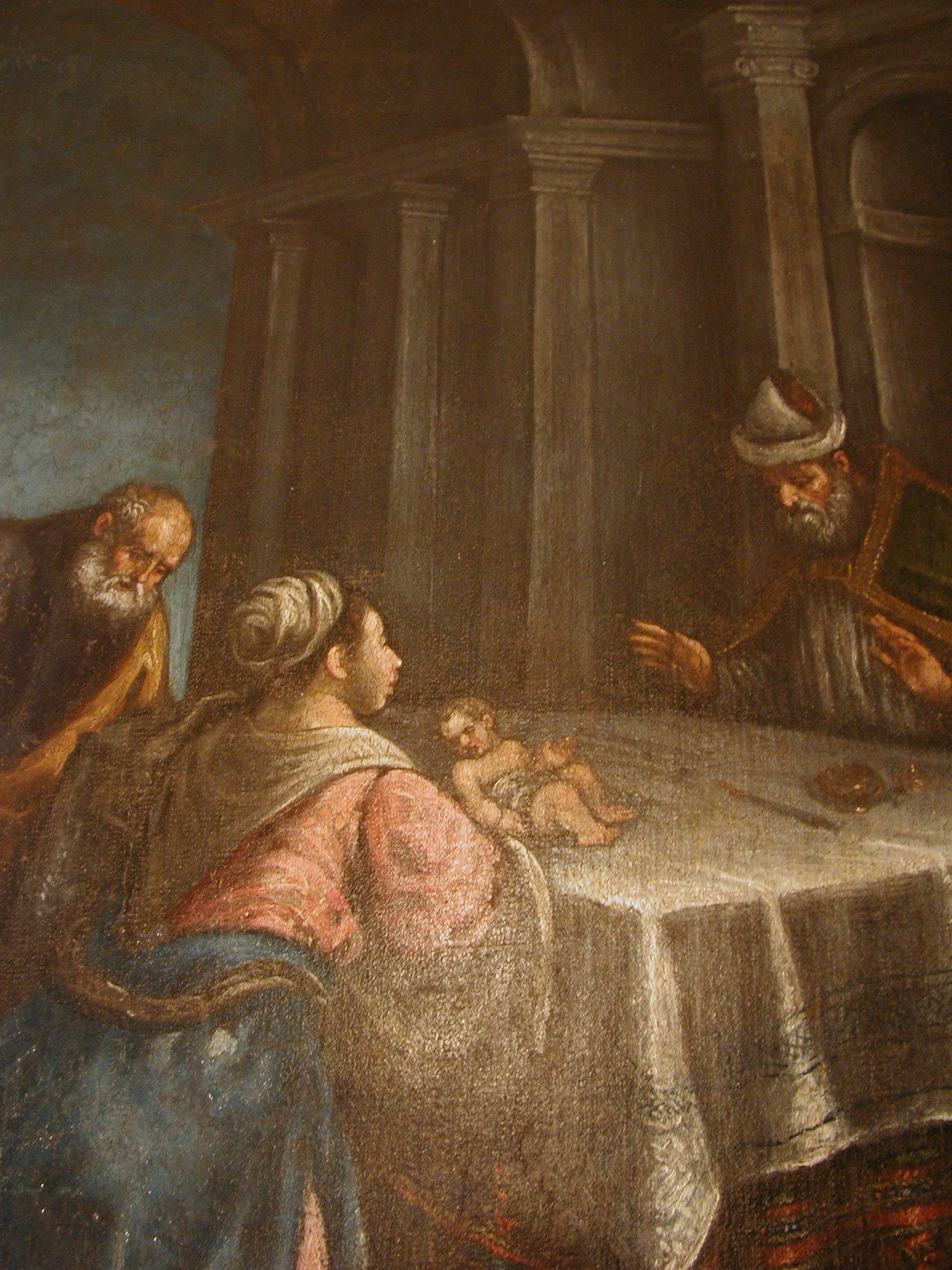
Chiesa Arcipretale di Romano, Jacopo da Ponte detto il Bassano, olio su tela. Particolare della pala "presentazione di Gesù al tempio
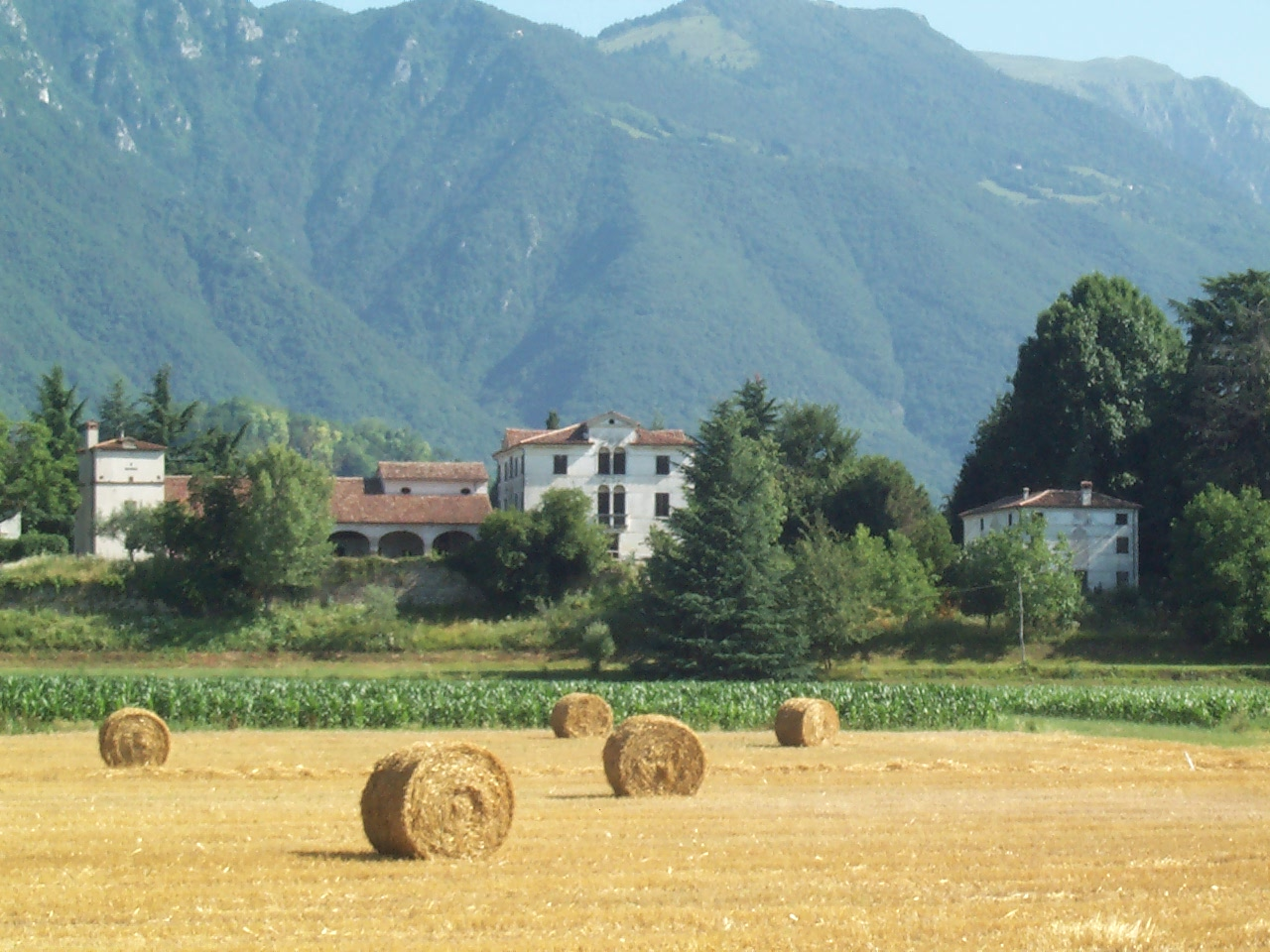
Il complesso di Villa Negri
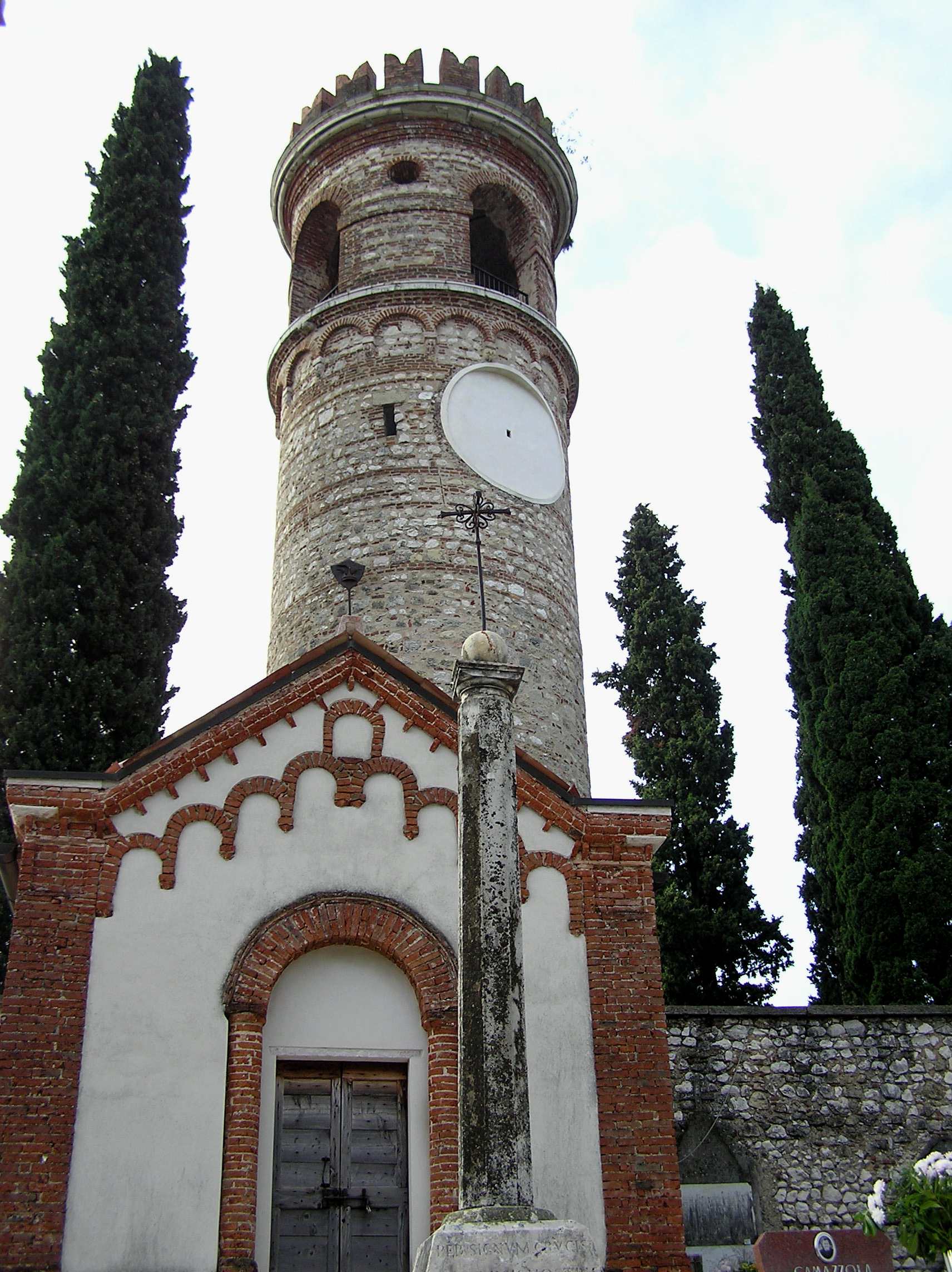
La Torre Ezzelina eretta sulle rovine dell'antico castello del Col Bastia
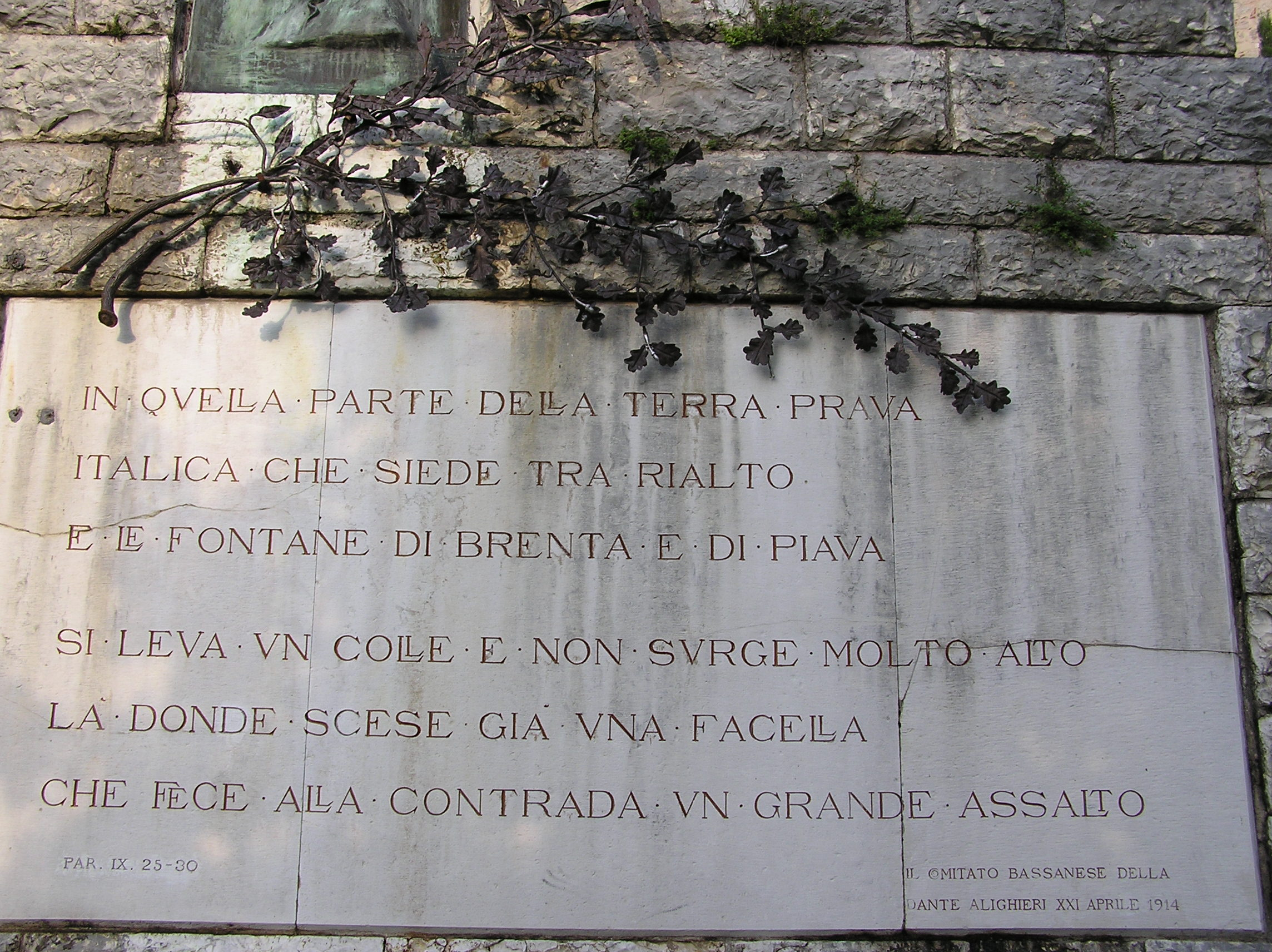
Col Bastia, particolare del monumento a Dante Alighieri: le terzine della Divina Commedia che descrivono il colle
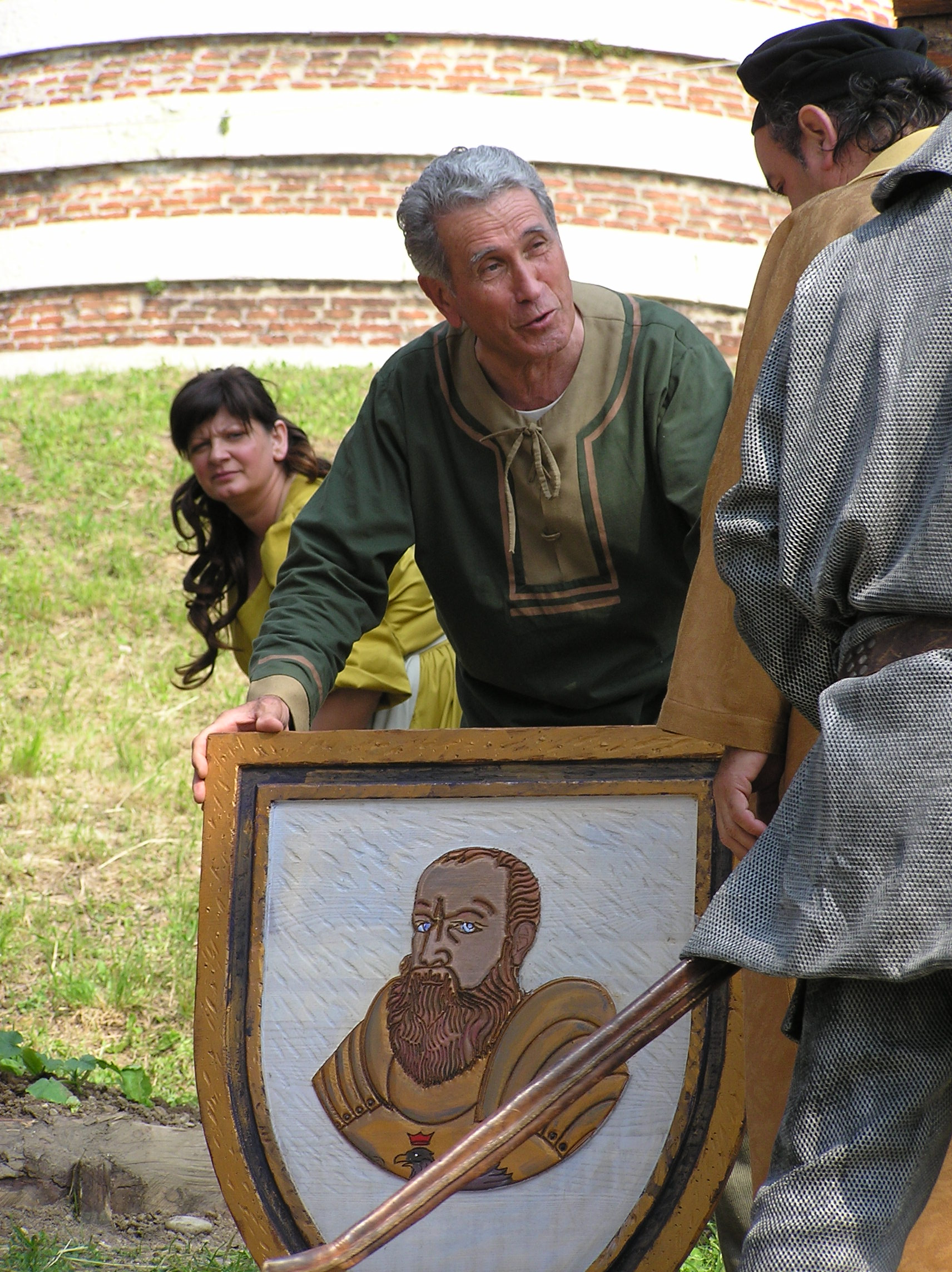
Rievocazione ezzeliniana sul Col Bastia nell'ambito degli Angoli Rustici
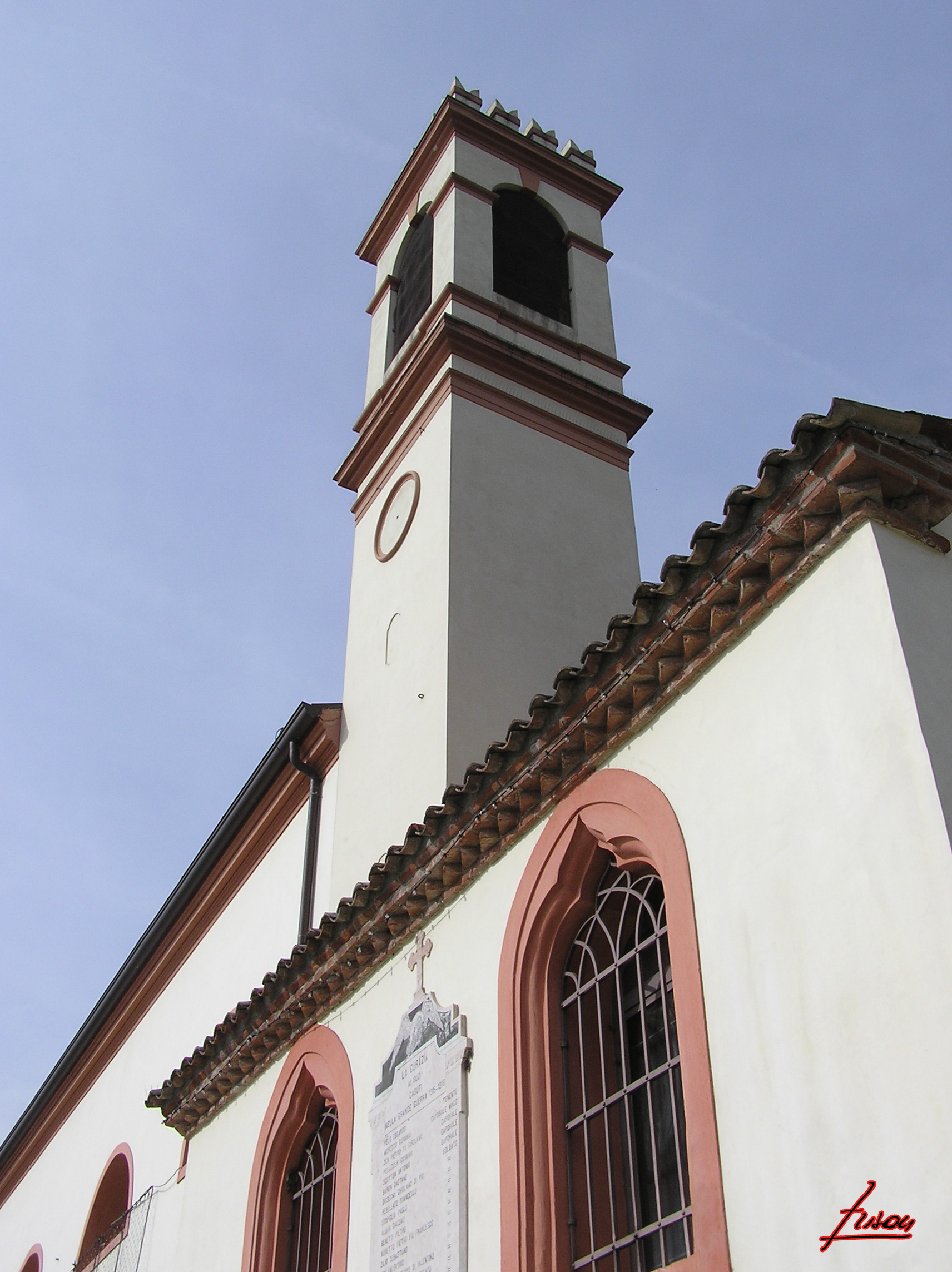
San Giacomo, Chiesetta Torre
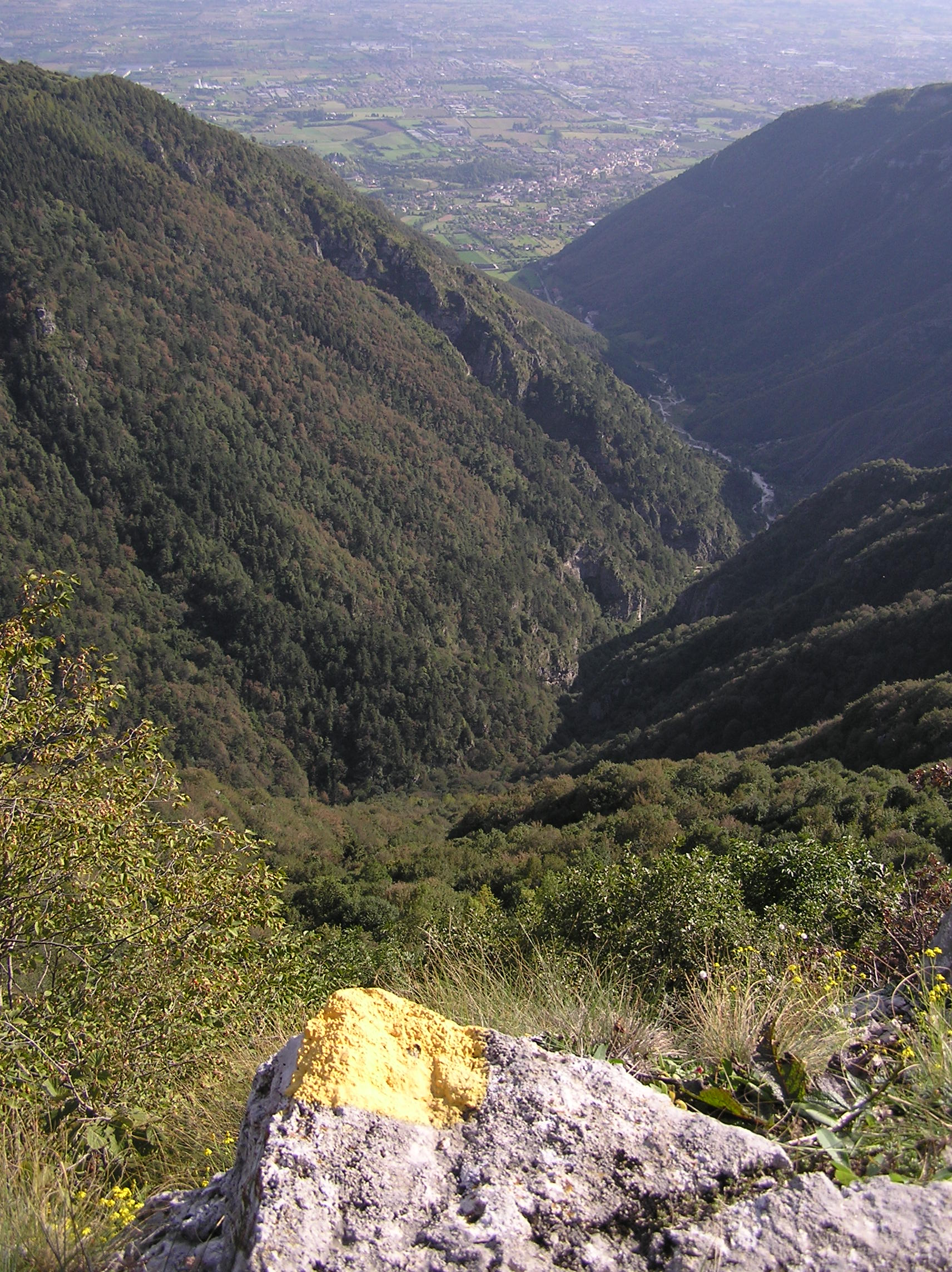
La Valle Santa Felicita vista dal basamento della teleferica della Grande Guerra